# Hermansbau
Der Hermansbau ist ein barockes Stadtpalais der Herren von Herman im oberschwäbischen Memmingen in Bayern.

## Geschichte und Nutzung

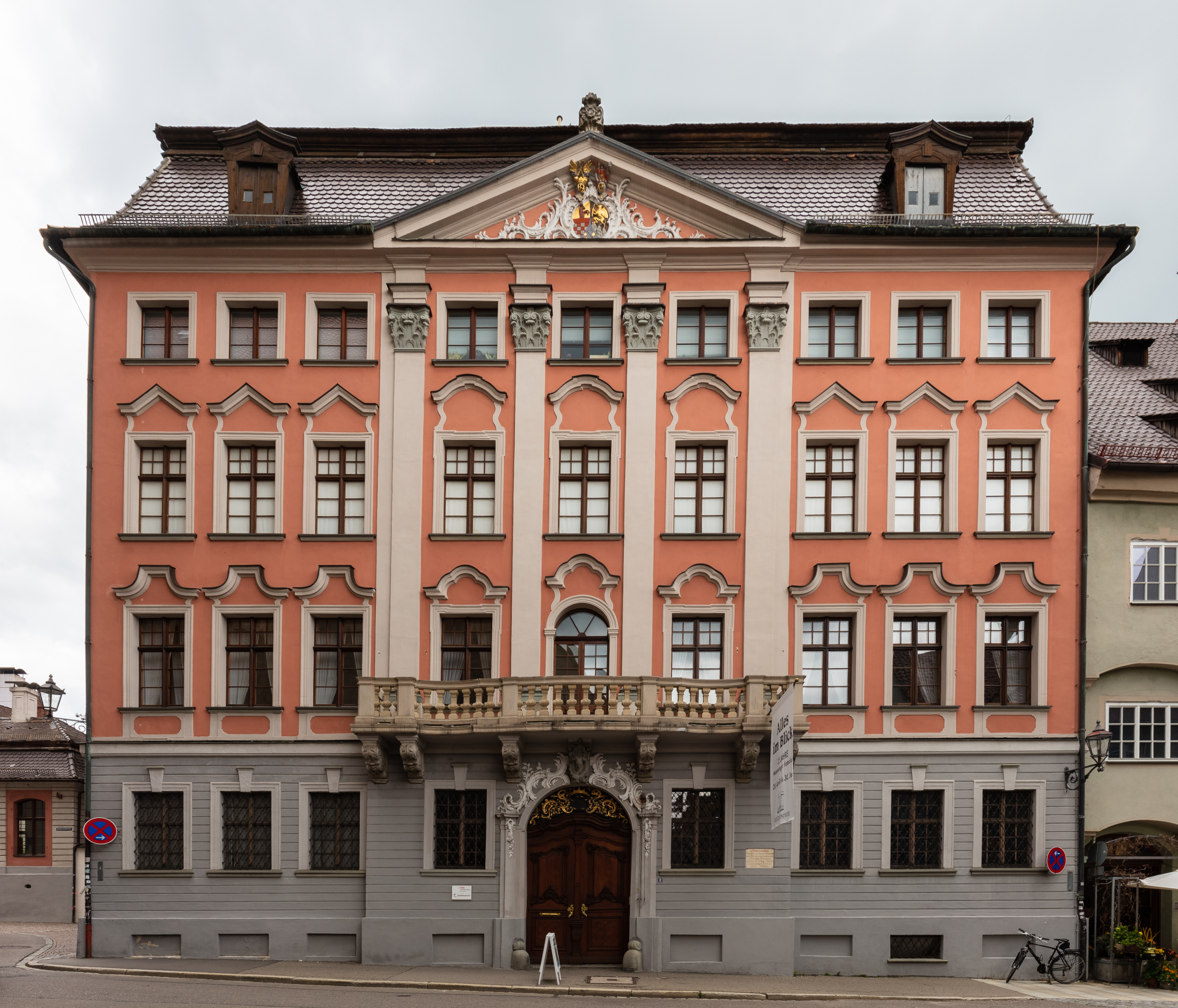
Der Hermansbau in Memmingen

Die vierflügelige Anlage mit Gartenhaus und Junkerhof wurde im Jahr 1766 fertiggestellt. Benedict von Herman, der meist in Venedig als typisch schwäbischer Handelskaufmann lebte – er verzichtete in seiner italienischen Wohnung auf sämtlichen damals verfügbaren Komfort – ließ den Repräsentationsbau für seine Memminger Verwandtschaft in Auftrag geben, ebenso wie 1780 das Schloss Wain. Benedict von Herman war damals der reichste Schwabe und besaß die größte deutsche Firma in Venedig. Der Bau ist eines von vier Barockpalais in Memmingen. Dort übernachteten einst hochkarätige Gäste, unter ihnen  König Ludwig I., Kaiser Franz I. und Zar Alexander. Das Gebäude ist noch vollständig in Privateigentum. Heute wird der Hermansbau überwiegend von der Stadt als Stadtmuseum (unter anderem mit der Heiss-Barockgalerie und dem Heimatmuseum Freudenthal/Altvater) genutzt. Den anderen Teil bewohnt die Familie von Wachter.